# Kachelbäcker

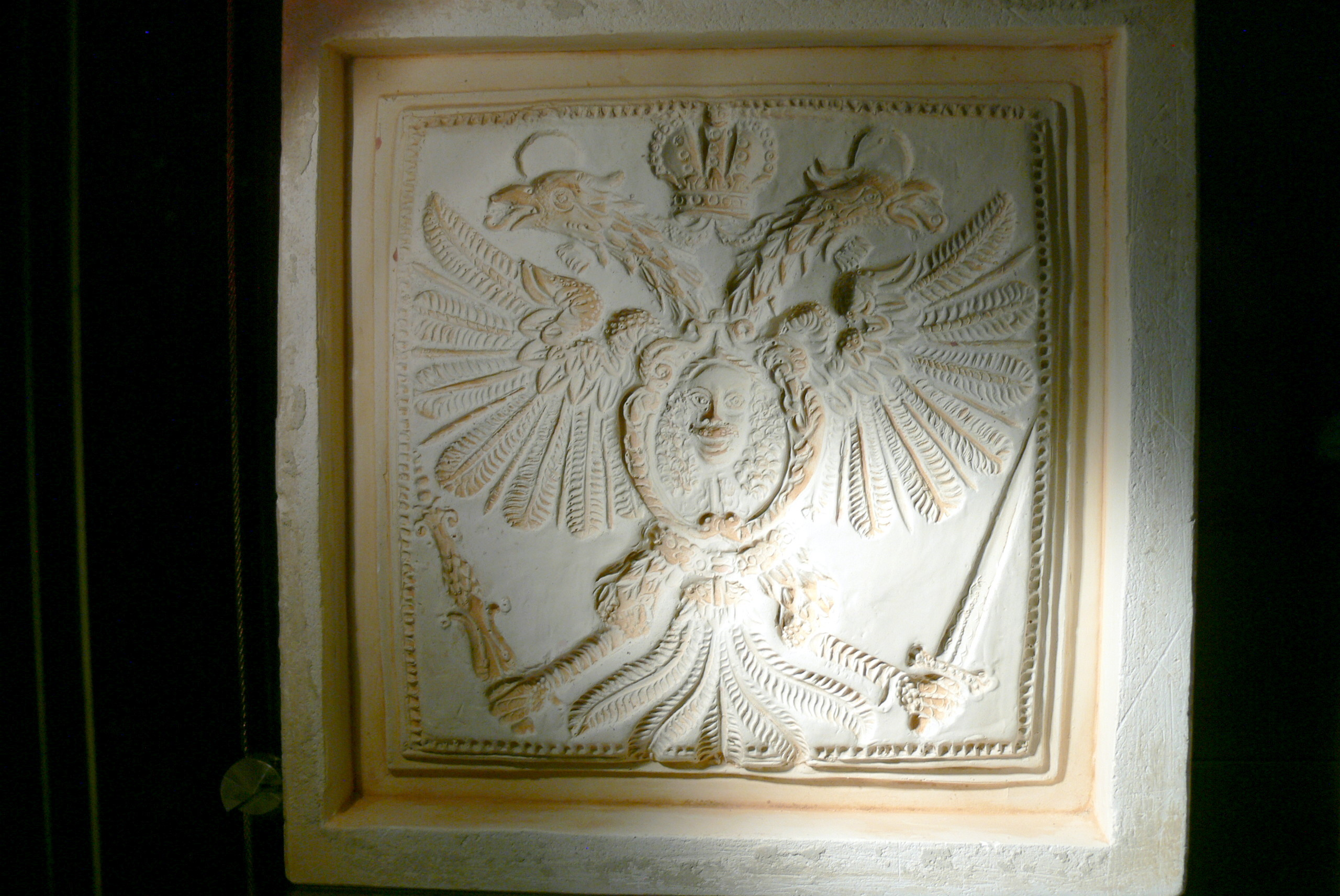
Ofenkachel aus dem 17. Jh.

Kachelbäcker waren Handwerker, die Kacheln für Öfen und früher auch für Fußböden herstellten. Die großen Öfen, oft mit einer Sitzbank umgeben, wurden mit den Ofenkacheln verkleidet. Die Kölner Kachelbäcker hatten sich in einer Zunft zusammengeschlossen. Im Museum für Angewandte Kunst in Köln ist noch ein Zunftkrug (Bartmannskrug) von 1555 zu sehen.
Fußbodenkacheln sind schon für das 11. Jahrhundert nachgewiesen, z. B. im Stammhaus der Kölner Familie Hackeney am Neumarkt. Außerdem tauchen die aus Ton gebrannten und glasierten Fußbodenkacheln in den frühen Sakralbauten auf. Erst später hielten die Kacheln in die Privathäuser Einzug.
Die Ofenkacheln im Raum Köln wurde meistens aus dem dort vorhandenen weißen Ton gebacken. Die oft künstlerisch geschickten Handwerker fertigten ihre Modeln meist selbst. Ein berühmter Kachelbäcker des 16. Jahrhunderts war der Kölner Dyrych von Buir (Diederich Westermann von Buir).
In der Zeit zwischen 1372 und 1629 gab es in Köln insgesamt 31 Personen, die diesen Beruf ausübten.